# گروه قوم‌نگاری
گروه قوم‌نگاری (انگلیسی: Ethnographic group) یا گروه قومی فرهنگی یا گروه قومیتی گروهی است که دارای ویژگی‌های فرهنگی است که آن را از قومیت بزرگ‌تری که بخشی از آن است متمایز می‌کند. به عبارت دیگر، اعضای یک گروه قوم‌نگاری خود را عضو یک قوم بزرگ‌تر نیز می‌دانند، هم در آگاهی جمعی با آن اشتراک دارند و هم دارای قوم خاص خود هستند. فرض بر این است که گروه‌های قوم‌نگاری به‌طور قابل‌توجهی با گروه قومی بزرگ‌تری که بخشی از آن هستند، جذب می‌شوند، اگرچه آنها ویژگی‌های متمایز و متمایز مرتبط با ارزش‌های فرهنگی مانند گفتار، مذهب، لباس یا سایر جنبه‌های فرهنگی را حفظ می‌کنند.